# Tigran Sargsyan
Tigran Sargsyan (armensk: Տիգրան Սարգսյան), født 29. januar 1960 i Vanadzor, Armenska SSR, Sovjetunionen) er en økonom og politiker fra Armenien.
Tigran Sargsyan har fungeret som Armeniens premierminister siden 9. april 2008. På trods af fælles efternavn, har han ingen familiære relationer til Armeniens tidligere præsident Serzh Sargsyan.
Sargsyan, der ikke er tilknyttet noget politisk parti, havde fungeret som formand for Armeniens parlament siden 1998, da han blev udpeget som premierminister efter at den hidtidige premierminister Serzh Sargsyan blev valgt til landets præsident ved præsidentvalget februar 2009. 
1. ↑  Navnet er anført på svensk og stammer fra Wikidata hvor navnet endnu ikke findes på dansk.
2. ↑  Navnet er anført på bokmål og stammer fra Wikidata hvor navnet endnu ikke findes på dansk.
3. ↑  Navnet er anført på svensk og stammer fra Wikidata hvor navnet endnu ikke findes på dansk.